# Reason to Stay
Reason to Stay è il secondo album discografico cantautrice brasiliana naturalizzata lettone Laura Rizzotto, nonché il primo lavoro discografico della musicista ad essere pubblicato in modo indipendente rilasciato a livello globale il 16 gennaio 2014. I singoli trainanti dell'album sono stati l'omonimo Reason to Stay e Teardrops, pubblicati entrambi il 7 gennaio 2014.

## Antefatti
Dopo aver pubblicato il proprio album di debutto, intitolato Made in Rio, nel 2011, sotto l'etichetta discografica Universal Music Brazil, nell'aprile 2012 Laura ha aperto per l'ex star Disney Demi Lovato, ad un suo concerto in Brasile durante il suo tour mondiale A Special Night with Demi Lovato, esibendosi di fronte a 7.000 persone. Poco dopo, le è stata offerta una borsa di studio per frequentare il Berklee College of Music e allora, compiendo una mossa coraggiosa, Laura ha deciso di trasferirsi nella città di Boston per conseguire un diploma di laurea in musica e realizzare il suo sogno di entrare nel pop mainstream degli Stati Uniti. Laura è stata posta nella lista di Berklee Dean per tre semestri consecutivi e apparsa in scena dal vivo in programmi radiofonici, nel Massachusetts. Nel giugno 2013, Laura è stata un'artista ospite del Brand USA per rappresentare il Brasile all'International Pow Wow Expo 2013, presso il Las Vegas Convention Center, dove si è esibita dal vivo per un pubblico di 6.000 delegati di viaggio provenienti dagli Stati Uniti e da altri 70 paesi. Laura si è successivamente trasferita a Los Angeles, in California, per potersi dedicare alla scrittura e alla produzione del suo secondo album.

## L'album
Reason to Stay è un album pop caratterizzato da chiare sonorità appartenenti ai generi country, rock, jazz e folk composto da 11 tracce che complessivamente hanno una durata di esattamente 43 minuti e 43 secondi e sono sia in lingua inglese che portoghese. Il progetto è il risultato di una produzione indipendente con 11 brani originali scritti e pubblicati dalla Rizzotto stessa, 3 dei quali in collaborazione con il fratello Lucas. L'intero lavoro è stato scritto durante il soggiorno di Laura presso Los Angeles e Tokyo, capitale del Giappone, e la sua produzione è stata curata da Nicolas Farmakalidis, mentre la masterizzazione dall'ingegnere del suono vincitore di un Grammy Award Brad Blackwood.
La pubblicazione di Reason To Stay è stata una forza trainante per promuovere l'educazione ambientale e una maggiore consapevolezza del pubblico riguardo l'urgente necessità di conservazione e restauro dell'albero nazionale brasiliano, noto anche come l'albero della musica, in inglese music tree, che è descritto come una specie ormai in via di estinzione e attualmente minacciata dall'industria dell'arco per strumenti a corda. Laura ha iniziato a partecipare al progetto di conservazione dell'albero nazionale brasiliano sin dalla sua infanzia e ha preso parte ad una serie di iniziative che hanno contribuito direttamente alla diffusione di oltre 100.000 piantine del Music Tree in Brasile. Attraverso il progetto, Laura incita ad agire immediatamente per garantire la sopravvivenza e l'uso sostenibile di questo legname che è così rilevante per la musica, la medicina e la storia.

## Singoli
I singoli trainanti dell'album, nonché gli unici ad essere estratti dal progetto discografico, sono stati la ballata jazz e blues Teardrops e l'omonimo brano pop rock Reason to Stay pubblicati entrambi nello stesso giorno, il 7 gennaio 2014, su tutte le piattaforme di streaming e acquisto di musica digitali. Per promuovere i brani, la Rizzotto ha fatto sì che venissero registrati due videoclip musicali, che sono stati caricati sul canale YouTube ufficiale della musicista il giorno seguente alla loro pubblicazione, l'8 gennaio e che sono stati diretti dal regista Ralph Jean-Pierre.

### Altri brani
Sebbene non sia stato mai estratto come singolo dall'album Spotlight, la sesta traccia del disco, dalla durata di tre minuti e cinquantadue secondi è stato reso in lingua brasiliana e incluso come canzone finale dell'album, in una versione intitolata Illuminar ed insieme al brano Free Fall, anch'esso tratto da Reason to Stay, durante il programma televisivo statunitense Nightcap.

## Tracce
Testi di Laura de Carvalho Rizzotto.
1. Reason to Stay – 4:05
2. Leave – 4:23
3. Last Time – 3:29
4. One of a Kind – 4:46
5. Rescue – 3:49
6. Queen of Lost Stares – 4:13
7. Spotlight – 3:52
8. Free Fall – 3:21
9. Take Me Downtwon – 3:31
10. Teardrops – 4:22
11. Illuminar (Spotlight-Portuguese Version) – 3:52

Durata totale: 43:43